# Георге Марку
Георге Марку (на румънски: George Marcu) е румънски композитор, диригент, фолклорист и певец от арумънски произход.

## Биография
Роден е на 18 март 1913 година в южномакедонското гревенско село Периволи, тогава окупирано от Гърция по време на Балканската война. От 1932 до 1934 година учи музика в Букурещката консерватория, където негов професор по музикален фолклор е Константин Браилу.
Между 1948 и 1954 година е диригент и композитор на Македоно-румънския ансамбъл в Букурещ, след като прави първите систематични колекции от арумънски фолклор, които обработва за ансамбъла. Две забележителни заглавия са Гайда (1950). и Тумбе, тумбе. Успоредно с това той е художествен ръководител на оркестъра „Барбу Лъвтару“.
В периода 1949 – 1954 година е изследовател в Института по фолклор в Букурещ. Връща се в института през 1959 година и работи там до края на живота си. Между 1959 и 1968 година е художествен ръководител и композитор на вокалната група в Министерството на нефтохимията.
Сътрудник на „Ревиста де Фолклор” (Списание за фолклор), станало по-късно „Ревиста де Етнографие ши Фолклор” (Списание за етнография и фолклор).
Георге Марку оркестрира и дирижира инструменталния съпровод на песните на певицата Марика Питу, записани през 1970 година в румънското радио на арумънски и дакорумънски диалекти. Забележителни заглавия от тази поредица са Nu va dada s'mi marită (Майка ми не иска да се омъжи за мен), Buţa dzua, picurare (Добър ден, овчарю), Момиче с маслинени очи и други. Последната песен е една от най-известните му песни, широко излъчвана на времето си.
Умира на 24 декември 1984 година в Букурещ.

## Творби

### Книга
- Folclor muzical aromân, Editura Muzicală, București, 1977, 206 p.

### Статии
- „Cîntecele polifonice aromîne” în Revista de Folclor, tomul 3, nr. 2, 1958
- „Un sistem identic de execuție polifonică a cîntecelor populare, întâlnit la unele popoare din Peninsula Balcanică” în Revista de Etnografie și Folclor, tomul 13, nr. 6, 1968

## Дискография
Георге Марку обработва и се грижи за множество записи на арумънски фолклор, но има само една дискографска изява в лейбъла Electrecord:
| година | Каталожен номер                        | формат           | части                                                                                    | Съпровод                 |
| ------ | -------------------------------------- | ---------------- | ---------------------------------------------------------------------------------------- | ------------------------ |
| 1967   | EPC 758 Muzic.ă populară macedo-română | винил, EP, 17 см | 1. Cu furca-n mână 2. Vanghelița mea 3. Doispreți di-ani tu munți-iu fui 4. Tumbe, tumbe | Оркестри на Георге Марку |